# Tanzania mkomaziensis
Tanzania mkomaziensis là một loài nhện trong họ Salticidae.
Loài này thuộc chi Tanzania. Tanzania mkomaziensis được Wanda Wesołowska & Anthony Russell-Smith miêu tả năm 2000.